# Limnoctites
Limnoctites – rodzaj ptaków z podrodziny ogończyków (Synallaxinae) w rodzinie garncarzowatych (Furnariidae).

## Zasięg występowania
Rodzaj obejmuje gatunki występujące w Ameryce Południowej (Brazylia, Urugwaj i Argentyna). 

## Morfologia
Długość ciała 15–17 cm; masa ciała 12–21 g.

## Systematyka

### Etymologia
Limnoctites: gr. λιμνη limnē „bagno”; κτιτης ktitēs „mieszkaniec”, od κτιζω ktizō „zaludnić, zbudować”.

### Podział systematyczny
Do rodzaju należą następujące gatunki:
- Limnoctites rectirostris (Gould, 1839) – szydłodziobek
- Limnoctites sulphuriferus (Burmeister, 1869) – żółtobrodzik